# Neuměřice
Neuměřice (Duits: Neumierschitz of Numberschitz) is een Tsjechische gemeente in de regio Midden-Bohemen en maakt deel uit van het district Kladno. Het dorp ligt op 15 km afstand van de stad Kladno en op 11 km afstand van Slaný.
Neuměřice telt 433 inwoners (2023).

## Geschiedenis
De eerste schriftelijke vermelding van het dorp dateert van 1158, toen de Boheemse koning Wladislaus II het toeschreef als oudste grondgebied van de Orde van Sint-Jan. Er was volgens historische bronnen waarschijnlijk een klein fort in het dorp, maar er zijn geen restanten van teruggevonden. Neuměřice viel later onder het bestuur van het hofstelsel Zvoleněves.
Sinds 1960 is Neuměřice een zelfstandige gemeente binnen het district Kladno.

## Verkeer en vervoer

### Autowegen
Er lopen verschillende regionale wegen naar het dorp. Op 3 km afstand loopt weg I/16 die Neuměřice verbindt met Slaný enerzijds en Mělník anderzijds.

### Spoorlijnen
Station Neuměřice aan spoorlijn 110 Kralupy nad Vltavou - Slaný - Louny. De lijn is een enkelsporige lijn waarop het vervoer in 1884 begon. Er rijden zo'n 15 stoptreinen en 1 sneltrein per dag over de lijn.

### Buslijnen
Er zijn drie bushaltes in het dorp:
| Halte                        | Lijn    | Route                             | Vervoerder                                             |
| ---------------------------- | ------- | --------------------------------- | ------------------------------------------------------ |
| Neuměřice                    | 612 626 | Kladno - Velvary Kladno - Velvary | ČSAD MHD Kladno (in opdracht van Arriva Střední Čechy) |
| Neuměřice, Rozcestí          | 612 626 | Kladno - Velvary                  | ČSAD MHD Kladno (in opdracht van Arriva Střední Čechy) |
| Neuměřice, Přijímací stanice | 612 626 | Kladno - Velvary                  | ČSAD MHD Kladno (in opdracht van Arriva Střední Čechy) |

## Voorzieningen
Er is een lokale voetbalclub in Neuměřice. Ook is er een basisschool aanwezig.

## Bezienswaardigheden
In het centrum van het dorp, tegenover huisnummer 21, staat een niskapel. De kapel is gebouwd tussen 1732 en 1741 en werd rond 1800 gerestaureerd. Op 15 september 2007, aan de vooravond van het lokale beschermheiligenfeest, werd de kapel iets vergroot.
Op de Janheuvel, op de plaats van het oorspronkelijke standbeeld van Johannes van Nepomuk, staat een monument voor hoogleraar Jan Hus.

## Geboren
- Martin Bacháček van Nouměřice (1539-1612), astronoom, wiskundige en rector van de Karelsuniversiteit Praag
- Jaroslav Vozáb (1919-1988), acteur, vertaler en lid van de Divadlo Járy Cimrmana

## Galerĳ

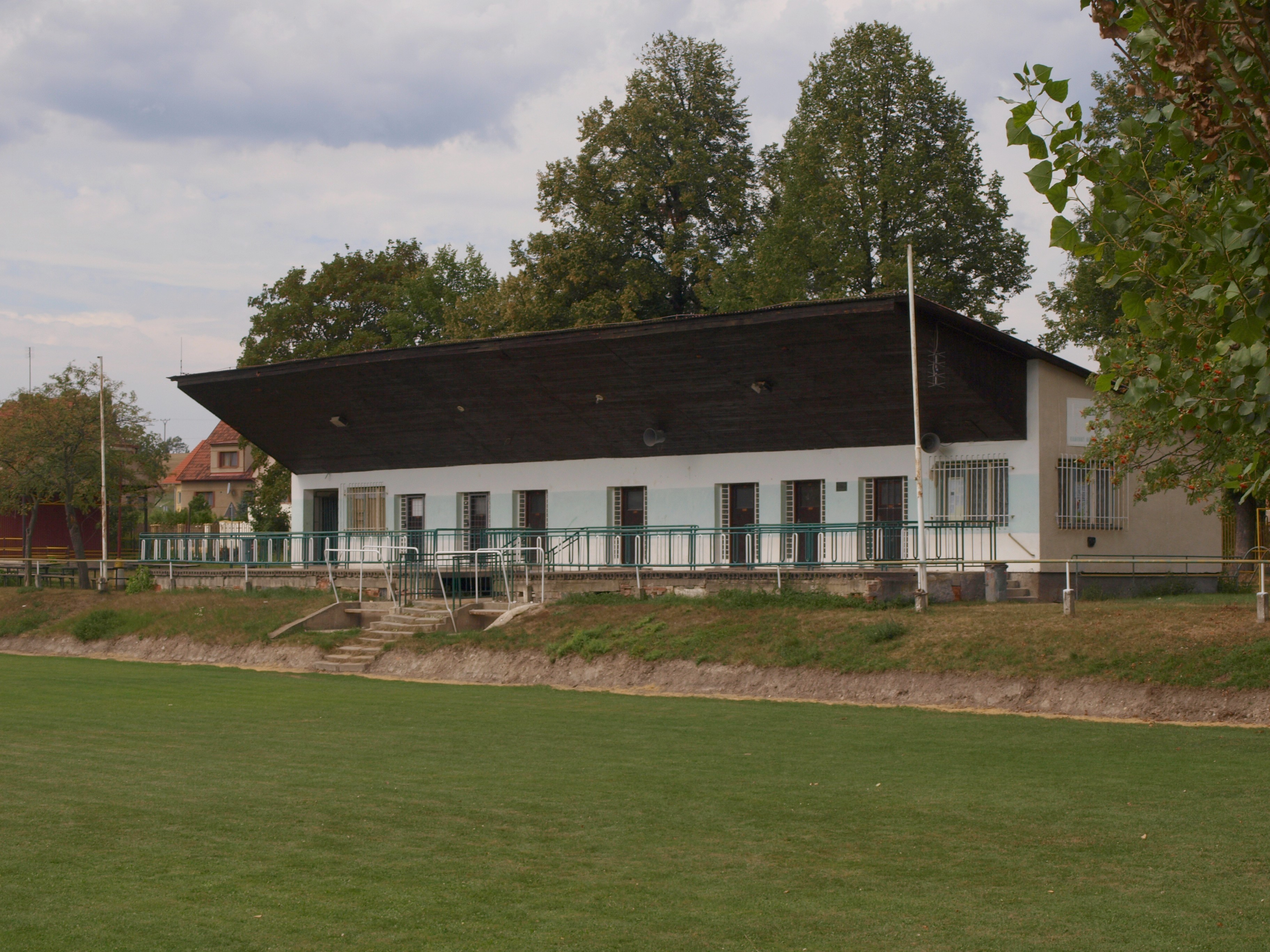
Voetbalclub
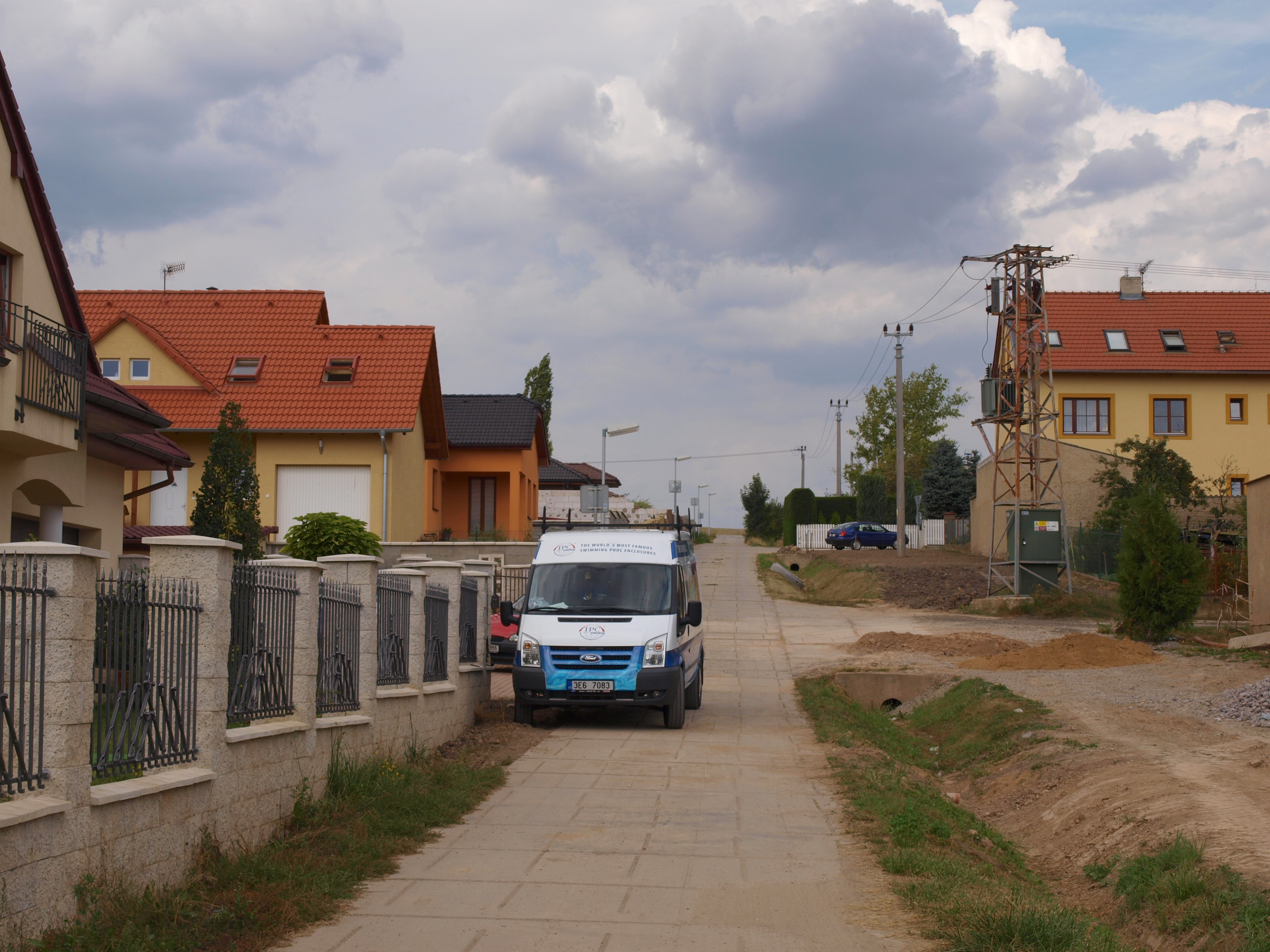
Straat in Neuměřice
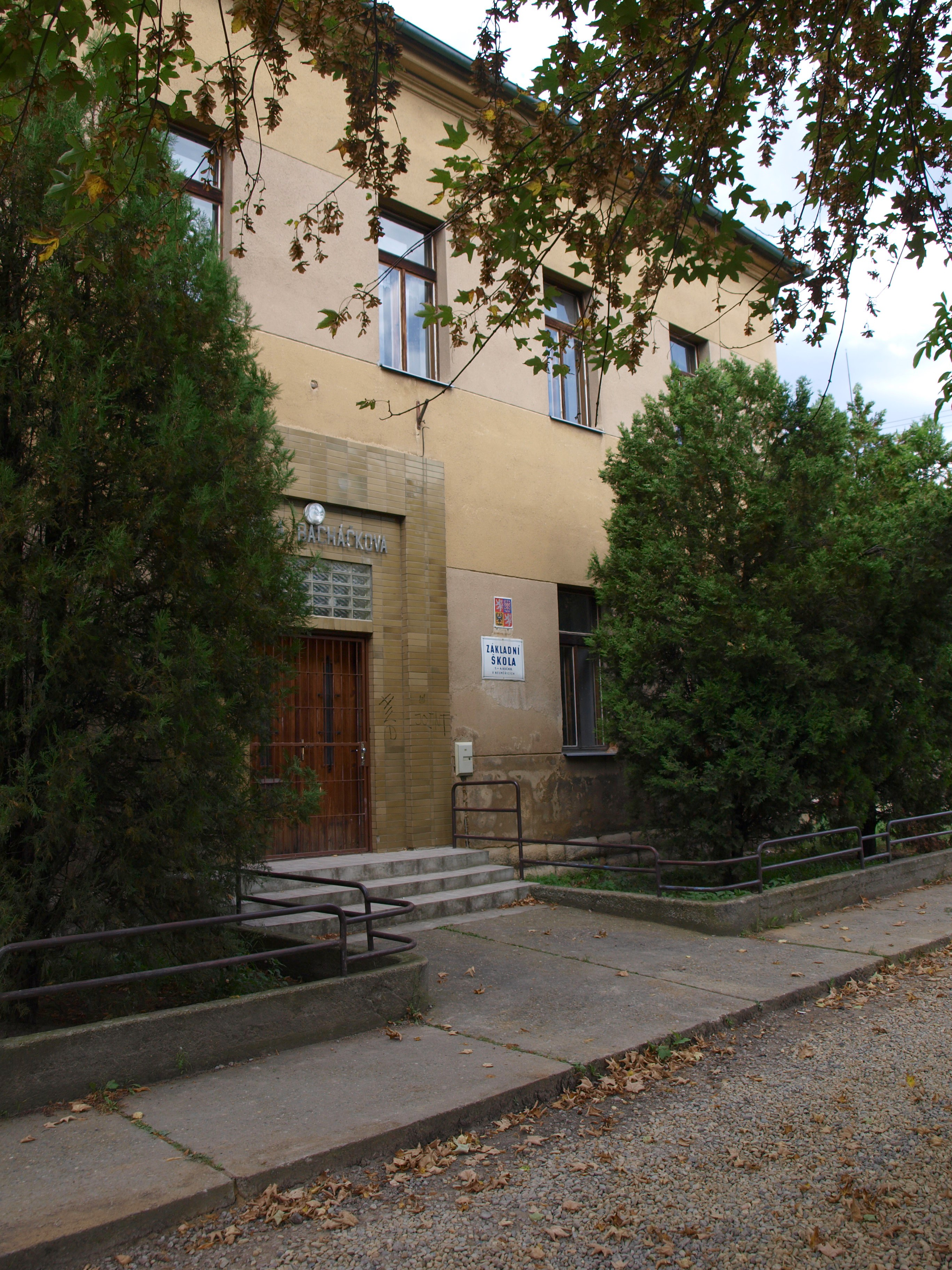
Dorpsschool
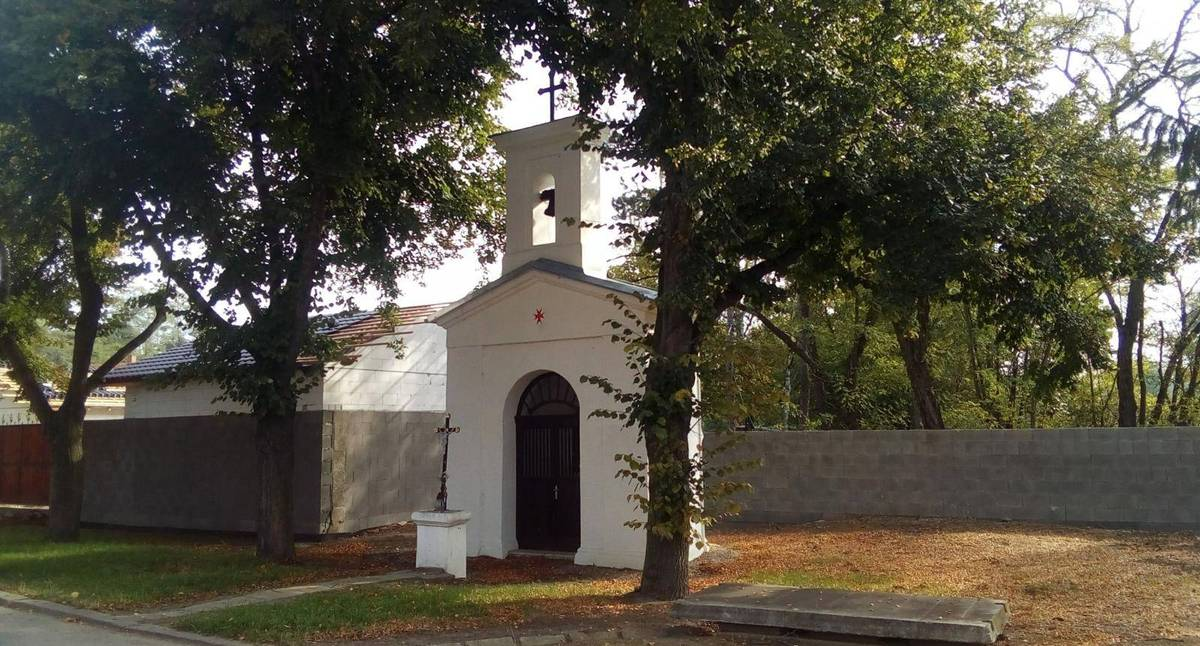
Niskapel in het centrum
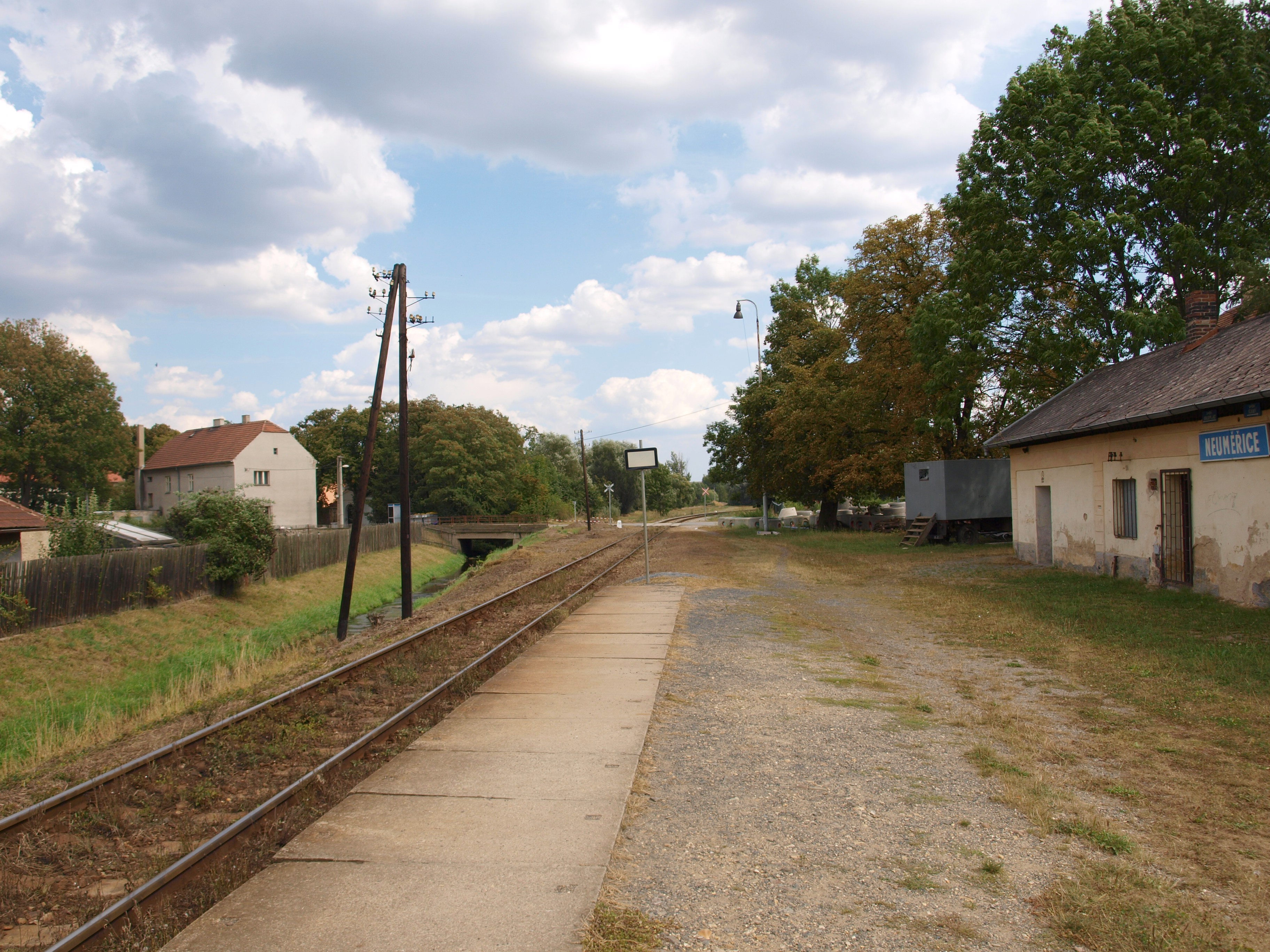
Station Neuměřice (2009)